# Silene komarovii
Silene komarovii là loài thực vật có hoa thuộc họ Cẩm chướng. Loài này được Schischk. miêu tả khoa học đầu tiên năm 1936.